# Singhius hibisci
Singhius hibisci är en insektsart som först beskrevs av Kotinsky 1907.  Singhius hibisci ingår i släktet Singhius och familjen mjöllöss. Inga underarter finns listade i Catalogue of Life.